# Ренато Мойкано
Ренато Алвес Карнейро (порт.-браз. Renato Alves Carneiro; род. 21 мая 1989, Бразилиа) более известен как Ренато Мойкано — бразильский боец смешанного стиля, представитель лёгкой весовой категории. Выступает на профессиональном уровне начиная с 2010 года, известен по участию в турнирах бойцовских организаций UFC и Jungle Fight, владел титулом временного чемпиона Jungle Fight в полулёгком весе. Занимает 11 строчку официального рейтинга UFC в лёгком весе.

## Биография
Ренату Карнейру родился 21 мая 1989 года в городе Бразилиа. Увлекался единоборствами с детства, практиковал бразильское джиу-джитсу и тайский бокс, добившись в обеих этих дисциплинах чёрных поясов.

### Jungle Fight
Начинал бойцовскую карьеру в престижном бразильском промоушене Jungle Fight, где в общей сложности одержал восемь побед, не потерпев при этом ни одного поражения. Победил единогласным решением судей достаточно сильного соотечественника Илиарди Сантуса, завоевал титул временного чемпиона в полулёгкой весовой категории. Также провёл один поединок в Shooto Brazil, где была зафиксирована ничья решением большинства судей.

### Ultimate Fighting Championship
В декабре 2014 года стало известно, что Мойкану подписал долгосрочный контракт с крупнейшей бойцовской организацией мира Ultimate Fighting Championship. На коротком уведомлении (10 дней) ему пришлось заменить Рони Мариану Безерру в бою с Томом Ниинимяки — во втором раунде он поймал своего соперника на удушающий приём сзади и принудил к сдаче.
Следующим его соперником в 2015 году должен был стать Мирсад Бектич, но Мойкану получил травму и был заменён Лукасом Мартинсом.
К марту 2016 года восстановился от травмы и вышел в октагон против россиянина Зубайры Тухугова. Считался в этом противостоянии андердогом, но сумел выиграть раздельным судейским решением.
В 2017 году победил раздельным решением Джереми Стивенса и сдачей проиграл Брайану Ортеге, попавшись в третьем раунде в «гильотину» — при всём при том, заработал бонус за лучший бой вечера.
В 2018 году отметился победами над Кэлвином Каттаром и Кабом Свонсоном — тем самым закрепился в десятке сильнейших бойцов UFC полулёгкого веса.
В 2025 году вышел на замену травмировавшему спину Арману Царукяну и сразился с Исламом Махачевым за титул чемпиона UFC в легком весе.

### Личные взгляды
Мойкано известен поддержкой австрийской экономической школы. В 2024 году его выступление в UFC с положительным высказыванием в адрес Людвига фон Мизеса стало вирусным видео. Налоги с его выигрышей в UFC подтолкнули Ренато к экономическим исследованиям и активизму. Мойкано постулировал свою любовь и приверженность либертарианским ценностям основ Соединенных Штатов, таким как Конституция, её Первая поправка, свобода ношения оружия и право на частную собственность. Его пропаганда Биткоина была отмечена в Fox Business в 2024 году, где Ренато представил криптовалюту как средство защиты от финансовой нестабильности. В том же 2024 году в победной речи в Париже он негативно высказался о французском президенте Эммануэле Макроне, глобалистах и демократии, посоветовав прочитать либертарианскую книгу Ханса-Хермана Хоппе «Демократия — низвергнутый бог».

## Статистика в профессиональном ММА
| Боёв 28  | Побед 20 | Поражений 7 |
| -------- | -------- | ----------- |
| Нокаутом | 2        | 3           |
| Сдачей   | 10       | 3           |
| Решением | 8        | 1           |
| Ничьи    | 1        | 1           |

| Результат | Рекорд | Соперник            | Способ                   | Турнир                                     | Дата             | Раунд | Время | Место                      | Примечание                                                        |
| --------- | ------ | ------------------- | ------------------------ | ------------------------------------------ | ---------------- | ----- | ----- | -------------------------- | ----------------------------------------------------------------- |
| Поражение | 20-7-1 | Бенеил Дариюш       | Единогласное решение     | UFC 317                                    | 28 июня 2025     | 3     | 5:00  | Лас-Вегас, Невада, США     |                                                                   |
| Поражение | 20-6-1 | Ислам Махачев       | Сдача (д'Арс)            | UFC 311                                    | 18 января 2025   | 1     | 4:05  | Инглунд, Лос-Анджелес, США | Бой за титул титул чемпиона UFC в лёгком весе                     |
| Победа    | 20-5-1 | Бенуа Сен-Дени      | TKO (остановка доктором) | UFC Fight Night: Мойкану vs. Сен-Дени      | 28 сентября 2024 | 2     | 5:00  | Париж, Франция             |                                                                   |
| Победа    | 19-5-1 | Джалин Тёрнер       | TKO (удары)              | UFC 300                                    | 13 апреля 2024   | 3     | 4:11  | Лас-Вегас, Невада, США     |                                                                   |
| Победа    | 18-5-1 | Дрю Добер           | Единогласное решение     | UFC Fight Night: Долидзе vs. Имавов        | 3 февраля 2024   | 3     | 5:00  | Лас-Вегас, Невада, США     |                                                                   |
| Победа    | 17-5-1 | Брэд Ридделл        | Сдача (удушение сзади)   | UFC 281                                    | 12 ноября 2022   | 1     | 3:20  | Нью-Йорк, США              |                                                                   |
| Поражение | 16-5-1 | Рафаэл дус Анжус    | Единогласное решение     | UFC 272                                    | 5 марта 2022     | 5     | 5:00  | Лас-Вегас, Невада, США     | Бой в промежуточном весе.                                         |
| Победа    | 16-4-1 | Александр Эрнандес  | Сдача (удушение сзади)   | UFC 271                                    | 12 февраля 2022  | 2     | 1:23  | Хьюстон, Техас, США        |                                                                   |
| Победа    | 15-4-1 | Джей Херберт        | Сдача (удушение сзади)   | UFC Fight Night: Gane vs. Volkov           | 26 июня 2021     | 2     | 4:36  | Лас-Вегас, США             |                                                                   |
| Поражение | 14-4-1 | Рафаэль Физиев      | Нокаут (удары)           | UFC 256                                    | 12 декабря 2020  | 1     | 4:05  | Лас-Вегас, США             |                                                                   |
| Победа    | 14-3-1 | Дамир Хаджович      | Сдача (удушение сзади)   | UFC Fight Night: Lee vs. Oliveira          | 14 марта 2020    | 1     | 0:44  | Бразилиа, Бразилия         | Дебют в лёгком весе                                               |
| Поражение | 13-3-1 | Чон Чхан Сон        | TKO (удары руками)       | UFC Fight Night: Moicano vs. Korean Zombie | 22 июня 2019     | 1     | 0:58  | Гринвилл, США              |                                                                   |
| Поражение | 13-2-1 | Жозе Алду           | TKO (удары)              | UFC Fight Night: Assunção vs. Moraes 2     | 2 февраля 2019   | 2     | 0:44  | Форталеза, Бразилия        |                                                                   |
| Победа    | 13-1-1 | Каб Свонсон         | Сдача (удушение сзади)   | UFC 227                                    | 4 августа 2018   | 1     | 4:15  | Лос-Анджелес, США          | «Выступление вечера» (1)                                          |
| Победа    | 12-1-1 | Кэлвин Каттар       | Единогласное решение     | UFC 223                                    | 7 апреля 2018    | 3     | 5:00  | Бруклин, США               |                                                                   |
| Поражение | 11-1-1 | Брайан Ортега       | Сдача (гильотина)        | UFC 214                                    | 29 июля 2017     | 3     | 3:29  | Анахайм, США               | «Лучший бой вечера» (1)                                           |
| Победа    | 11-0-1 | Джереми Стивенс     | Раздельное решение       | UFC on Fox: Johnson vs. Reis               | 15 апреля 2017   | 3     | 5:00  | Канзас-Сити, США           |                                                                   |
| Победа    | 10-0-1 | Зубайра Тухугов     | Раздельное решение       | UFC 198                                    | 14 мая 2016      | 3     | 5:00  | Куритиба, Бразилия         |                                                                   |
| Победа    | 9-0-1  | Том Ниинимяки       | Сдача (удушение сзади)   | UFC Fight Night: Machida vs. Dollaway      | 20 декабря 2014  | 2     | 3:30  | Баруэри, Бразилия          |                                                                   |
| Победа    | 8-0-1  | Исмаэл Бонфим       | Сдача (удушение сзади)   | Jungle Fight 71                            | 19 июля 2014     | 1     | 2:59  | Сан-Паулу, Бразилия        | Завоевал титул временного чемпиона Jungle Fight в полулёгком весе |
| Победа    | 7-0-1  | Нилсон Перейра      | Единогласное решение     | Jungle Fight 55                            | 20 июля 2013     | 3     | 5:00  | Рио-де-Жанейро, Бразилия   |                                                                   |
| Победа    | 6-0-1  | Мауру Шоле          | Сдача (удушение сзади)   | Jungle Fight 50                            | 6 мая 2013       | 2     | 2:53  | Нову-Амбургу, Бразилия     |                                                                   |
| Ничья     | 5-0-1  | Фелипе Фроес        | Решение большинства      | Shooto Brazil 36                           | 23 ноября 2012   | 3     | 5:00  | Бразилиа, Бразилия         |                                                                   |
| Победа    | 5-0    | Илиарди Сантус      | Единогласное решение     | Jungle Fight 29                            | 25 июня 2011     | 3     | 5:00  | Серра, Бразилия            |                                                                   |
| Победа    | 4-0    | Жуан Луис Ногейра   | Единогласное решение     | Jungle Fight 25                            | 19 февраля 2011  | 3     | 5:00  | Вила-Велья, Бразилия       |                                                                   |
| Победа    | 3-0    | Эдуарду Фелипи      | Сдача (удушение сзади)   | Jungle Fight 24                            | 18 декабря 2010  | 2     | 2:49  | Рио-де-Жанейро, Бразилия   |                                                                   |
| Победа    | 2-0    | Жуан Паулу Родригес | Единогласное решение     | Jungle Fight 21                            | 31 июля 2010     | 3     | 5:00  | Натал, Бразилия            |                                                                   |
| Победа    | 1-0    | Александри Алмейда  | Сдача (удушение сзади)   | Jungle Fight 18                            | 20 мая 2010      | 3     | 1:56  | Сан-Паулу, Бразилия        |                                                                   |